# Sączkowo
Sączkowo – wieś w Polsce położona w województwie wielkopolskim, w powiecie wolsztyńskim, w gminie Przemęt.

## Położenie
Miejscowość Sączkowo położona jest w południowo-wschodnim pasie wysoczyznowym, na skraju dwóch dużych rejonów: Wysoczyzny Leszczyńskiej i Pradoliny Warszawsko-Berlińskiej. Administracyjnie należy do Gminy Przemęt w powiecie wolsztyńskim, województwo wielkopolskie. Gmina Przemęt wraz z Sączkowem zlokalizowana jest na granicy Pojezierza Lubuskiego i Pojezierza Wielkopolskiego.

## Przyroda
- gruntów ornych – 281,8 ha
- łąk – 111 ha
- pastwisk – 8,75 ha
- lasów – 2,8 ha
- sadów – 9,8 ha

Ukształtowanie terenu jest wynikiem ostatniego zlodowacenia. Podczas wycofywania się, lodowiec pozostawił naniesione duże masy materiału, są to przede wszystkim piaski i żwiry. Spowodowało to powstanie moreny dennej i czołowej, w postaci drobnych pagórków.

## Historia
Miejscowość pierwotnie związana była z Wielkopolską. Ma metrykę średniowieczną i istnieje co najmniej od początku XIV wieku. Wymieniona w dokumencie zapisanym po łacinie z 1303 pod nazwą Sanczkowicze, 1388 Sanczkowo, 1393 Sanczkovicze, 1395 Sanczcowicze, 1406 Sanczcouicze, 1408 Sanczcowo, 1439 Saczekowo, 1498 Szaczkowo, 1508 Minor Sanczcowo, 1508 Szanczkowo, 1547 Sanczkowko, Sanczkowo Maius.
Tereny w pobliżu których leżała wieś zasiedlone jednak były wcześniej niż podają to archiwalne zapisy. Na wzgórzu obok łąki, na miejscu jeziora, archeolodzy odkryli niedatowane cmentarzysko, a w nim dwa groby szkieletowe. W jednym z nich znaleziono „pałasz” wykonany z miedzi. Znaleziska znajdują się w archiwum Muzeum Archeologicznego w Poznaniu.
Miejscowość miała mieszaną własność. Początkowo była częścią królewszczyzny czyli należała do dziedzictwa królów polskich. Później stała się majętnością duchowną opactwa cystersów w Wieleniu, a następnie wsią szlachecką należącą do lokalnej szlachty wielkopolskiej z rodu Sączkowskich, którzy od nazwy wsi przyjęli odmiejscowe nazwisko. Później poprzez wykup lub wymianę należała także do innych rodów szlachty wielkopolskiej: Kluczewskich, Wilkowskich. W 1449 należała do powiatu kościańskiego Korony Królestwa Polskiego. W 1439 należała w parafii św. Andrzeja w Przemęcie.
Pierwsze wzmianki o miejscowości Sączkowo pochodzą z falsyfikatu z XV wieku datowanego na 1303. Dokument ten głosi, ze Jan, starosta wielkopolski, poświadcza sprzedaż przez Jakuba z Sączkowa 1,5 łana sołeckiego Rozmosowi za sumę 5 grzywien. Dokument ten odnotowuje także most, który znajdował się nad drogą biegnącą w wąwozie lub wykopie.
W 1395 król polski Władysław II Jagiełło nadał Domaratowi z Pierzchna herbu Grzymała zamek oraz miasto Przemęt wraz z wsiami, a w tym m.in. z Sączkowo. Dobra te otrzymali ostatecznie Andrzej, Przybysław, Maciek, Jan i Wyszak bracia Gryżyńscy z Gryżyny pod zastaw 600 grzywien, jakie winien był im Domarat. Wcześniej dobra te posiadał Bartosz Wezenborg. W 1408 król Władysław Jagiełło zezwolił opatowi klasztoru wieleńskiego wykupić miasto Przemęt wraz z wsiami, a w tym m.in. z Sączkowem, z zastawu u Andrzeja i Przybysława z Gryżyny. W 1409 król nadał te dobra klasztorowi na własność, a w 1410 nadanie to zatwierdził papież Jan XXIII.
Opócz własności kościelnych część wsi należała do szlachty. W latach 1388–1393 odnotowano Michała z Sączkowa, syna Ubysława. W 1388 toczył on proces sądowy z braćmi Michałem oraz Niczkiem, sołtysami w Sączkowie oraz z dziedzicami z Kuczyny. W 1388 Michał został pozwany przez Szczepana Skórę z Gaju o 100 grzywien. W 1393 przez Macieja Młyńskiego o 50 grzywien, a w 1393 przez Piotra z Sączkowa o wygnanie z dziedziny. W latach 1393–1415 jako właściciela we wsi odnotowano Piotra Sączkowskiego. W 1406 Katarzyna Sączkowska była w sporze sądowym o prawa do wsi z Przybysławem Gryżyńskim tenutariuszem przemęckim. Katarzyna utrzymana została przez sąd w prawie do posiadania Sączkowa, zgodnie z posiadanym dokumentem własności. W 1411 Katarzyna toczyła kolejny proces z Dobiesławem Grobskim o granice posiadłości. W 1418 Wyszomir Bodecki dał Katarzynie wwiązanie w 1/4 jeziora Lutomia, którą uzyskała od jego zmarłego brata Dobiesława, oraz w część Sączkowa, gdzie miała ona swe dobra dziedziczne.
W 1408 odnotowano Jakusza z Sączkowa przy okazji procesu z Wojciechem Szczedrzykiem Kluczewskim. W 1409 Małgorzata Sączkowska toczyła proces z Janem Piotrkowskim, który dowodził, że jego ojciec Piotrek zastawił za wiedzą, zgodą i w obecności Małgorzaty połowę Sączkowa. W 1414 Janusz Kąkolewski toczył proces z opactwem cystersów w Wieleniu. Opat odstąpił od wysuwanych roszczeń do folwarku w oddanej mu wsi Sączkowo, który to folwark leżał między Sączkowem a Kluczewem. Janusz zobowiązał się natomiast do tego, że gdyby miał sprzedać ten folwark, to sprzeda go tylko opatowi, chyba że kupić chciałby go jego pasierb Tomisław lub jego bliscy.
W 1449 Tomisław Kluczewski zapisał swojej żonie Małgorzacie oprawę na Kluczewie oraz na folwarku w Sączkowie. W 1486 właścicielami we wsi stają się synowie Tomisława - Jan i Mikołaj Kluczewscy. Otrzymali oni w działach od brata Piotra plebana w Wonieściu Kluczewo oraz folwark w Sączkowie. W 1488 Jan otrzymał połowę folwarku sączkowskiego oraz okoliczne łąki i lasy, a Mikołaj połowę dworu, folwarku oraz łąk i lasów. W 1508 Mikołaj Kluczewski sprzedał Szymonowi Wilkowskiemu za 400 grzywien połowy Kluczewa i Sączkowa, a ten z kolei połowy folwarków w Kluczewie i Sączkowie sprzedał z zastrzeżeniem prawa odkupu za 300 grzywien swej żonie Katarzynie córce Mikołaja Kobyleńskiego. W 1582 Jan Kluczewski daje Sączkowo nabyte od opata przemęckiego swemu synowi Łukaszowi Kluczewskiemu.
Wieś odnotowały także historyczne rejestry podatkowe. W 1510 w Sączkowie odnotowano dwa łany sołeckie, 1 i 1/4 łana kmiecego, a inne łany były opustoszałe. W 1530 miał miejsce pobór podatków od jednego łana oraz 3 kwart. W 1563 pobór odbył się od 5,5 łana. W 1566 pobrano podatki od 3 łanów, 2 łanów sołeckich oraz od 2 zagrodników. W 1571 pobrano podatki z Sączkowa, wsi opata przemęckiego, od 2 łanów, jednego łana sołeckiego oraz od dwóch zagrodników. W 1581 miał miejsce pobór z Sączkowa, będącego wówczas w dzierżawie Wojciecha Bagrowskiego, od łanów sołeckich oraz jednego zagrodnika.
W wyniku II rozbioru Rzeczypospolitej w 1793, miejscowość przeszła w posiadanie Prus i jak cała Wielkopolska znalazła się w zaborze pruskim. W okresie Wielkiego Księstwa Poznańskiego (1815–1848) miejscowość wzmiankowana jako Sączkowo należała do wsi większych w ówczesnym pruskim powiecie Kosten rejencji poznańskiej. Po 1822, po dekrecie o uwłaszczeniu i zniesieniu pańszczyzny, folwark w Sączkowie został rozparcelowany i utworzono nową wieś z 20 gospodarstwami, które otrzymali robotnicy rolni z Kluczewa i 9 z folwarku Sączkowo. Pozostałe gospodarstwa zostały zbudowane od podstaw. W akcie nadania „nowi chłopi” dostali po ok. 20 ha ziemi. Sączkowo należało do okręgu wielichowskiego tego powiatu i stanowiło część majątku Kluczewo, którego właścicielem był wówczas Quos. Według spisu urzędowego z 1837 roku Sączkowo liczyło 170 mieszkańców, którzy zamieszkiwali 17 dymów (domostw).
W latach 1975–1998 miejscowość administracyjnie należała do województwa leszczyńskiego.

## Zabudowa
Obok gospodarstwa nr 11 stoi figura Serca Jezusowego z tablicą na cokole. Tablica ta upamiętnia 21 ofiar I wojny światowej i 3 ofiary II wojny światowej. Jedną z upamiętnionych ofiar jest Edward Tomiński, dyrektor miejscowej szkoły w latach 1931–1939, który zginął w Katyniu w roku 1940. W Sączkowie znajduje się też wiatrak koźlak z początku XIX wieku. Pomiędzy Sączkowem a Buczem przez kilka lat istniała kopalnia kredy jeziornej. Po jej zamknięciu wyrobiska zalano, tworząc stawy, obecnie zarybione.

### Zabytki
Obiekty zabytkowe podlegające ochronie:
- Kapliczka w murze
- Budynek mieszkalny nr 59, cegła, początek XX w.
- Budynek mieszkalny nr 58, cegła 1911
- Szkoła Podstawowa, cegła, początek XX w.
- Stodoła nr 64, mur pruski, cegła, koniec XIX w.
- Budynek mieszkalny nr 64, cegła, koniec XIX w.
- Budynek mieszkalny nr 19, cegła, początek XX w.
- Stodoła nr 81, deski, glina, koniec XIX w.
- Stodoła nr 8, cegła, początek XIX w.
- Kapliczka z rzeźbą Chrystusa przed nr 10, lastryko
- Budynek mieszkalny nr 12, cegła, 1882
- Budynek mieszkalny nr 14, cegła, koniec XIX w.
- Wiatrak koźlak, drewniany, XIX w.

## Urodzeni
- Jonasz Szlichtyng – szlachcic polski, pisarz i teolog braci polskich.
- Czesław Wróblewski – polski rolnik, działacz społeczny, polityk, poseł na Sejm w II RP.